# М
М je cirilska črka, ki se je razvila iz grške črke Μ. Izgovarja s kot m in se tako tudi prečrkuje v latinico.
Tradicionalno ime te črke je mislite (мыслите), v novejšem času pa se bolj uporablja kratko ime em.
| tiskano | pisano |
| ------- | ------ |
| М м     | М м    |

Opozorilo: Mala črka м je pomanjšana verzija velike črke М. Črka т, ki je videti enako kot latinični mali m, pa je v cirilici kurzivni mali Т.